# جان هیل (تهیه‌کننده موسیقی)
جان گراهام هیل (انگلیسی: John Graham Hill؛ زادهٔ) یک تهیه‌کننده، ترانه‌سرا و نوازنده آمریکایی است. جان هیل جایزه گرمی را در شصت و دومین مراسم جایزه گرمی برای بهترین آلبوم راک برای نشانه‌های اجتماعی توسط کیج فیل دریافت کرد. هیل همچنین نامزد دریافت جایزه «تهیه‌کننده سال» برای پنجاه و هفتمین و شصت و دومین جوایز سالانه گرمی شده‌است. هیل در حال حاضر خارج از ونیز، کالیفرنیا کار می‌کند.
هیل برای هنرمندانی مانند بنکس، بلیچرز، کارلی ری جپسن، چارلی ایکس‌سی‌ایکس، کریستینا آگیلرا، کرستینا پری، دمی لواتو، ال کینگ، امینم، فلورانس + ماشین، فاستر د پیپل، ایمجین درگنز، جی-زی، نوشته و تولید کرده‌است. کشا، خالد، کیمبرا، کینگز آو لئون، ام.آی.ای.، ناز، ناتاشا بیدینگ فیلد، پینک، فانتوگرم، پرچوگال.دمن، ریانا، شکیرا، تیناشی، وو-تنگ کلن و زارا لارسن.